# Галерија грбова Придњестровља
Галерија грбова Придњестровља обухвата актуелни Грб Придњестровља и грбове рејона Придњестровља.

## Актуелни Грб Придњестровља
- Грб Придњестровља

## Грбови рејона Придњестровља
- Грб Каменског рејона
- Грб Рибничког рејона
- Грб Дубусари рејона
- Грб главног града Тираспољ
- Грб Бендери рејона
- Грб Слободарског рејона
- Грб Григоропољског рејона